# Trade Air
Trade Air (mã IATA = 8P, mã ICAO = TDR) là hãng hàng không tư nhân của Croatia, chuyên chở các khách thuê bao cả chuyến và chở hàng hóa. Hãng có trụ sở ở Zagreb và căn cứ tại Sân bay Zagreb

## Lịch sử
Trade Air được thành lập vào tháng 4 năm 1994 và bắt đầu hoạt động từ ngày 22.5.1995, do Mihajlo Cvijin làm chủ 100%. Hãng chỉ chở các khách thuê bao từng chuyến và chở hàng hóa. Từ tháng 3 năm 2005 hãng bắt đầu dùng loại máy bay Fokker 100 chở khách thuê bao dưới tên SunAdria.
Tháng 11/2007 Trade Air đã chở các ký giả theo dõi chiến dịch tranh cử của thủ tướng John Howard ở Úc trong 1 tháng bằng máy bay Fokker 100, trong khi 1 máy bay Fokker 100 khác của hãng Blue Line của Pháp chở các ký giả theo dõi chiến dịch tranh cử của ứng cử viên đối lập Kevin Rudd.

## Đội máy bay
- 2 Fokker 100 (SunAdria)
- 2 Let L-410 UVP-E

Tuổi trung bình các máy bay của Trade Air tháng 3/2008 là 15,8 năm ()